# Détroit de Clarence (Iran)
Pour les articles homonymes, voir Détroit de Clarence.
Le détroit de Clarence, également appelé détroit de Khouran (en persan : تنگه خوران / Tange-ye Xurân), est un détroit mineur du détroit d'Ormuz en Iran séparant dans le golfe Persique, au niveau de la ville de Bandar Abbas, la côte continentale iranienne de l'île de Qechm. Il est large de deux à dix-neuf kilomètres et long d'environ 170 kilomètres.

## Écosystème
Le détroit abrite dans sa partie occidentale une mangrove appelée forêt d'Hara, dont les 100 000 hectares sont classés depuis 1975 sur la liste de la convention de Ramsar pour les milieux naturels humides. Une population de dugongs a été observée dans la mangrove d'Hara.